# Бажавале
Бажавале (Bažavalė) — село у Литві, Расейняйський район, Аріогальське староство, знаходиться за 7 км від села Вередува. Станом на 2001 рік у селі проживало 10 людей.

## Принагідно
- Lietuvos piliakalniai [Архівовано 5 березня 2016 у Wayback Machine.]

| Литва | Це незавершена стаття з географії Литви. Ви можете допомогти проєкту, виправивши або дописавши її. |